# Спрингфілдський арсенал
42°06′29″ пн. ш. 72°34′54″ зх. д. / 42.108056° пн. ш. 72.581667° зх. д.

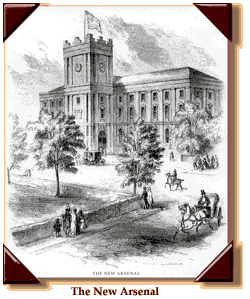
Головна будівля арсенала (XIX століття)

Спрингфілдський арсенал (англ. Springfield Armory) — один з основних американських центрів з розробки та виробництва вогнепальної зброї, який знаходиться у місті Спрингфілд, штат Массачусетс. Був першим федеральним арсеналом США, функціонував з 1777 по 1968 рік. Тепер це музейний комплекс Springfield Armory National Historic Site.
Широко відомий як основний арсенал США під час Війни за незалежність, а потім — сцена конфронтації під час повстання Шейса. Спрингфілдський арсенал став центром численних інноваційних технологій, які мали світове значення. Також на підприємстві застосовувались новітні методи ведення бізнесу, такі як погодинна оплата праці.

## Історія

### Заснування
У 1777 році, під час американської війни за незалежність, Джордж Вашингтон схвалив місце для побудови збройового заводу. Спрингфілд на той час був маленьким містечком в штаті Массачусетс, але перебував в дуже вигідному географічному положенні. Містечко лежало на перетині трьох річок (в тому числі великої річки Коннектикут), а також перетині основних доріг, які вели до Нью-Йорка, Олбані, Бостона. Спрингфілд розташований на північ від першого водоспаду річки Коннектикут, який є занадто крутий, щоб по ньому переміщувались океанські судна. Таким чином місто було захищене від атак з моря.
У 1777 році американці заснували «Арсенал у Спрингфілді» для виготовлення патронів та лафетів для військових потреб. Під час революції в арсеналі зберігались мушкети, гармати та інша зброя. В тому ж році були побудовані бараки, склади та виробничі цехи. До 1780-х років Спрингфілдський арсенал працював як основний арсенал США.
Через деякий час, коли виробництво стало важливішим, арсенал був розширений до другої зони на південь і на захід в Спрингфілді, де була доступна водна енергія. Приблизно в цей же час була побудована гребля на річці Мілл. Основні склади і ливарний цех були побудовані за греблею.

## Виробництво

### 1795—1891
У 1795 році Спрингфілдський арсенал випустив перший мушкет. Завдяки арсеналу Спрингфілд невдовзі став національним центром винаходів та розробок. У 1819 році Томас Бланчард винайшов верстат для послідовного виробництва частин гвинтівок. Цей токарний верстат дозволяв використовувати працю некваліфікованих робітників, оскільки з-під верстата виходили однакові деталі неправильної форми. Це значно пришвидшило виробництво. Під час промислової революції в США на заводі активно впроваджувались машини, що дозволило розробити концепцію складальної лінії. Під час громадянської війни Спрингфілдський арсенал знову набув важливої ролі, оскільки протягом 1861-1862 рр. залишався єдиним збройовим заводом в країні (інший завод — Harpers Ferry, який знаходився в Західній Вірджінії, був зруйнований), поки не був побудований Рок-Айлендський арсенал (Іллінойс).
У 1865 році майстер заводу представив нову казеннозарядну гвинтівку. Це був справжній прорив для американського виробника зброї, оскільки старі дульнозарядні гвинтівки вже не відповідали вимогам часу. У 1891 році уряд додав Спрингфілдському арсеналу нову функцію — з цих пір арсенал ставав головним конструкторським бюро армії і місцем тестування нових зразків зброї.

### Перша світова війна
На час, коли США вступила в Першу світову війну, на Спрингфілдському арсеналі було виготовлено приблизно 843 239 стандартних армійських гвинтівок Springfield M1903, але цього виявилось не достатньо для повного укомплектування армії. Під час війни в Спрингфілді було вироблено ще 265 620 таких гвинтівок. Крім того, уряд підписав контракт на постачання гвинтівок M1917 Enfield, які разом з додатковими 47 251 гвинтівкою змогли повністю забезпечити Армію США. Також, за роки Першої світової війни в арсеналі було вироблено близько 25 000 пістолетів Colt M1911 (до того, як всі виробничі цехи були кинуті на виробництво гвинтівок M1903).

### Джон Гаранд і Друга світова війна
У 1919 році 31-річний Джон Гаранд приїхав працювати в Спрингфілдський арсенал, де почав розробляти проект напівавтоматичної гвинтівки. Далі були 5 років проектування і, нарешті, в 1924 році Джон представляє на розгляд військових свою гвинтівку, яка отримала назву M1 Garand. Армія взяла на озброєння цю гвинтівку в 1936 році, а вже наступного року почався її масовий випуск. Протягом всієї історії було вироблено більш як 4,5 млн копій цієї гвинтівки. Точність і довговічність зробили M1 Garand улюбленицею армії. Визначні командувачі американської армії визначали її абсолютні переваги над іншими аналогічними гвинтівками. Ось що писав про неї генерал, командувач Третьою армією США Джордж Паттон: 
|  | На мій погляд, M1 Garand найвизначніший засіб ведення війни з усіх коли-небудь створених. |

 На жаль, солдати американської армії вступили в Другу світову війну ще з Springfield M1903, адже переозброєння на нові зразки закінчилось лише в 1943 році.

### Повоєнний час
Останньою стрілецькою зброєю, яка була винайдена на арсеналі, була гвинтівка M14. M14 розвивалась протягом багатьох років в більш сучасну снайперську гвинтівку M21. Також арсенал активно виробляв зброю під час війни у В'єтнамі, в тому числі автоматичні гвинтівки M14 і гранатомети M79.
У 1968 році секретар оборони США Роберт Макнамара оголосив про закриття Спрингфілдського арсеналу. Невдовзі частини заводу були продані, а сам арсенал став музейним комплексом Springfield Armory National Historic Site, яким він є по сьогодні.

## Відома продукція і розробки
- Springfield Model 1855 — нарізний мушкет, створений у середині XIX століття.
- Springfield Model 1861 — нарізний мушкет часів Громадянської війни у США.
- Springfield Model 1866 — казеннозарядна гвинтівка, розроблена у 1866 році.
- Springfield Model 1873 — казеннозарядна гвинтівка, розроблена у 1873 році.
- .30-06 Springfield — набій до гвинтівки центрального запалювання.
- Springfield M1903 — штатна магазинна гвинтівка армії США часів Першої світової війни.
- М-14 — автоматична гвинтівка часів війни у В'єтнамі.
- M21 — снайперська гвинтівка.
- M79 — ручний однозарядний  гранатомет.